# Baton Rouge, You Have Much to Answer For
Baton Rouge, You Have Much to Answer For è il quinto EP del gruppo musicale sludge metal Thou, pubblicato nell'aprile del 2010.

## Tracce
1. Out of the Mouth of a Fool – 6:37
2. By Every Hand Betrayed – 8:04
3. Baton Rouge, Louisiana – 8:59
4. Sifting (Nirvana cover) – 6:09

## Formazione
- Bryan Funck – voce
- Andy Gibbs – chitarra
- Matthew Thudium – chitarra
- Mitch Wells –  basso
- Terry Gulino – batteria